# Jörg Reichel
Hans-Jörg Reichel (Klagenfurt am Wörthersee, 20 luglio 1922 – Klagenfurt am Wörthersee, 24 dicembre 2013) è stato un hockeista su ghiaccio e pallanuotista austriaco.
Ha disputato come hockeista su ghiaccio i Giochi di Sankt Moritz 1948, mentre come pallanuotista ha disputato i Giochi di Helsinki 1952.